# Holscha

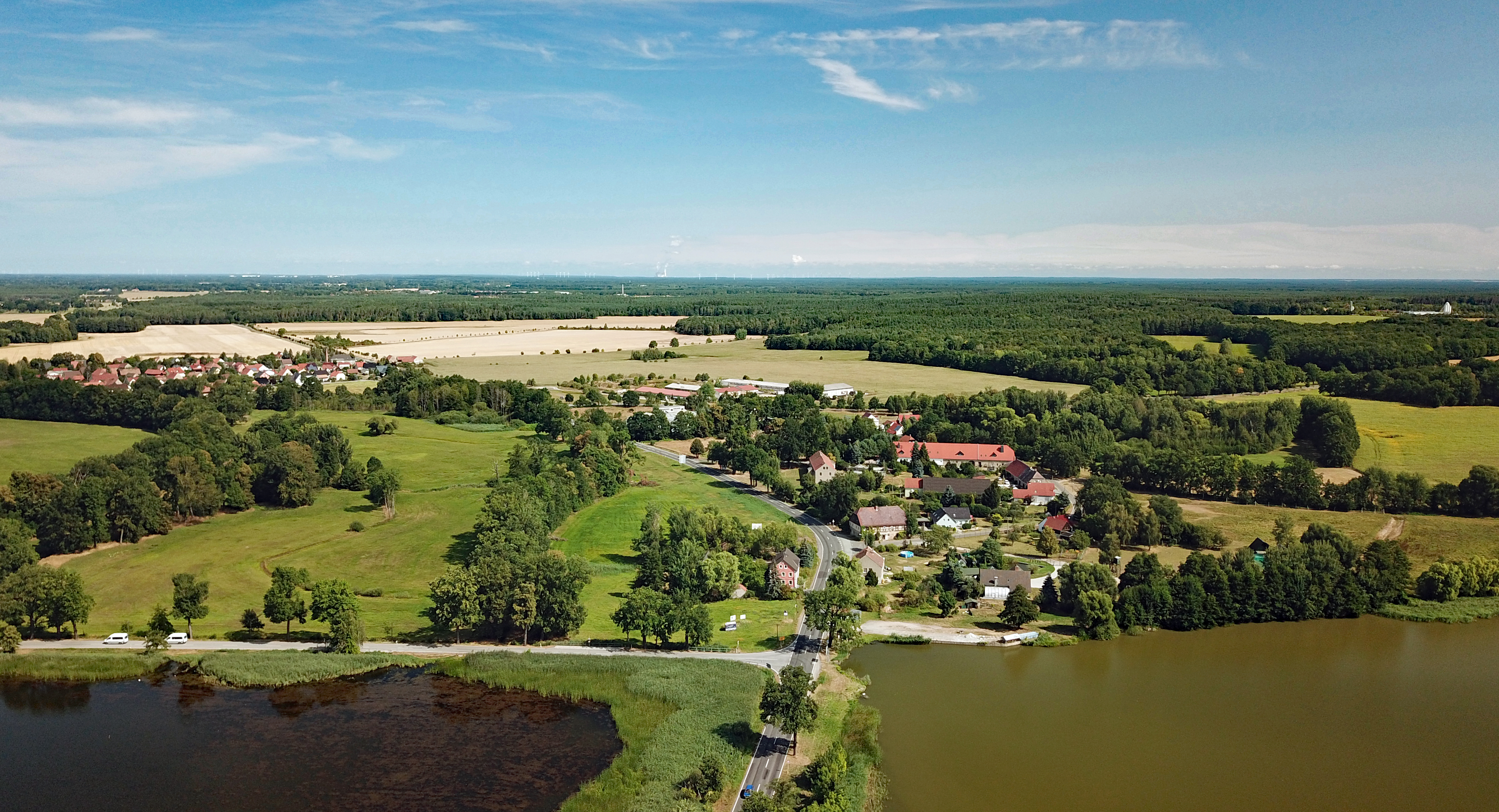
Luftbild

Holscha, obersorbisch Holešowⓘ, ist ein Ortsteil der Gemeinde Neschwitz im Landkreis Bautzen in Sachsen. Der Ort zählt zum sorbischen Siedlungsgebiet.

## Geografie
Der Ort befindet sich etwa 13 Kilometer nordwestlich der Großen Kreisstadt Bautzen und weniger als einen Kilometer östlich des Gemeindezentrums der Gemeinde Neschwitz im Oberlausitzer Gefilde. Umliegende Ortschaften sind Neudorf im Norden, Holschdubrau im Osten, der zur Gemeinde Radibor gehörende Ortsteil Quoos im Südosten, Krinitz im Süden, Uebigau im Südwesten sowie Neschwitz im Westen.
Durch Holscha verläuft die Bundesstraße 96 von Bautzen nach Hoyerswerda sowie die Kreisstraße 7283 über Luppa nach Radibor, die Staatsstraße S 98 nach Crostwitz mündet am Ortseingang Holscha in die B 96. Südlich des Ortsgebietes liegen der Holschaer Teich und Wiesenteich, die beide zum Biosphärenreservat Oberlausitzer Heide- und Teichlandschaft gehören. Des Weiteren fließt der Czornegraben durch den Ort.

## Geschichte
Holscha wurde im Jahr 1400 als Hollusschaw erstmals urkundlich erwähnt. In der Folgezeit änderte sich der Ortsname häufig. Im Jahr 1419 war der Ort als Goleschaw verzeichnet. Im Jahr 1487 lautete der Ortsname Holyscho und im folgenden Jahr Holischow. Danach änderte sich der Ortsname von Holsche (1497) über Hollschaw (1548) und Holitschaw (1566) zu Holscha im Jahr 1658. Im Jahr 1768 war der Ort als Hollscha verzeichnet. Seit 1475 war Holscha Sitz eines Rittergutes, das auch die Grundherrschaft innehatte.
Bis zum 1. April 1936 bildete Holscha zusammen mit dem Ortsteil Holschdubrau eine eigenständige Gemeinde, dann wurde die Gemeinde nach Neschwitz eingemeindet. Als Teil der Gemeinde lag Holscha ab dem 25. Juli 1952 im damals neu gebildeten Kreis Bautzen. Nach der Wende wurde Holscha am 1. August 1994 dem alten Landkreis Bautzen zugeordnet, seit der Kreisreform in Sachsen vom 1. August 2008 gehört das Dorf zum Landkreis Bautzen.
Holscha gehört seit dem 16. Jahrhundert zur Kirchengemeinde Neschwitz.

## Bevölkerung
Im Jahr 1777 waren für Holscha drei Gärtner und dreizehn Häusler als Einwohner verzeichnet. 1834 hatte der Ort 117 Einwohner, diese Einwohnerzahl fiel bis ins Jahr 1890 auf 106 Einwohner herab. Bis ins Jahr 1910 stieg die Einwohnerzahl wieder auf 219 Einwohner an. Im Jahr 1925 hatte Holscha 225 Einwohner, davon waren 220 Evangelisch-lutherisch und 5 waren katholischer Konfession.
Für seine Statistik über die sorbische Bevölkerung in der Oberlausitz ermittelte Arnošt Muka in den achtziger Jahren des 19. Jahrhunderts eine Bevölkerungszahl von 208 Einwohnern; davon waren 194 Sorben (93 %) und 14 Deutsche.
Im Jahr 2011 hatten die Einwohner von Holscha ein Durchschnittsalter von 44,1 Jahren, womit Holscha unter dem sächsischen Durchschnitt von 46,4 Jahren lag.